# Robassomero
Robassomero és un municipi situat al territori de la ciutat metropolitana de Torí, a la regió del Piemont, (Itàlia).
Robassomero limita amb els municipis de Nole, Cirié, Fiano, San Maurizio Canavese, Caselle Torinese, Druento i Venaria Reale.